# Serge Testa

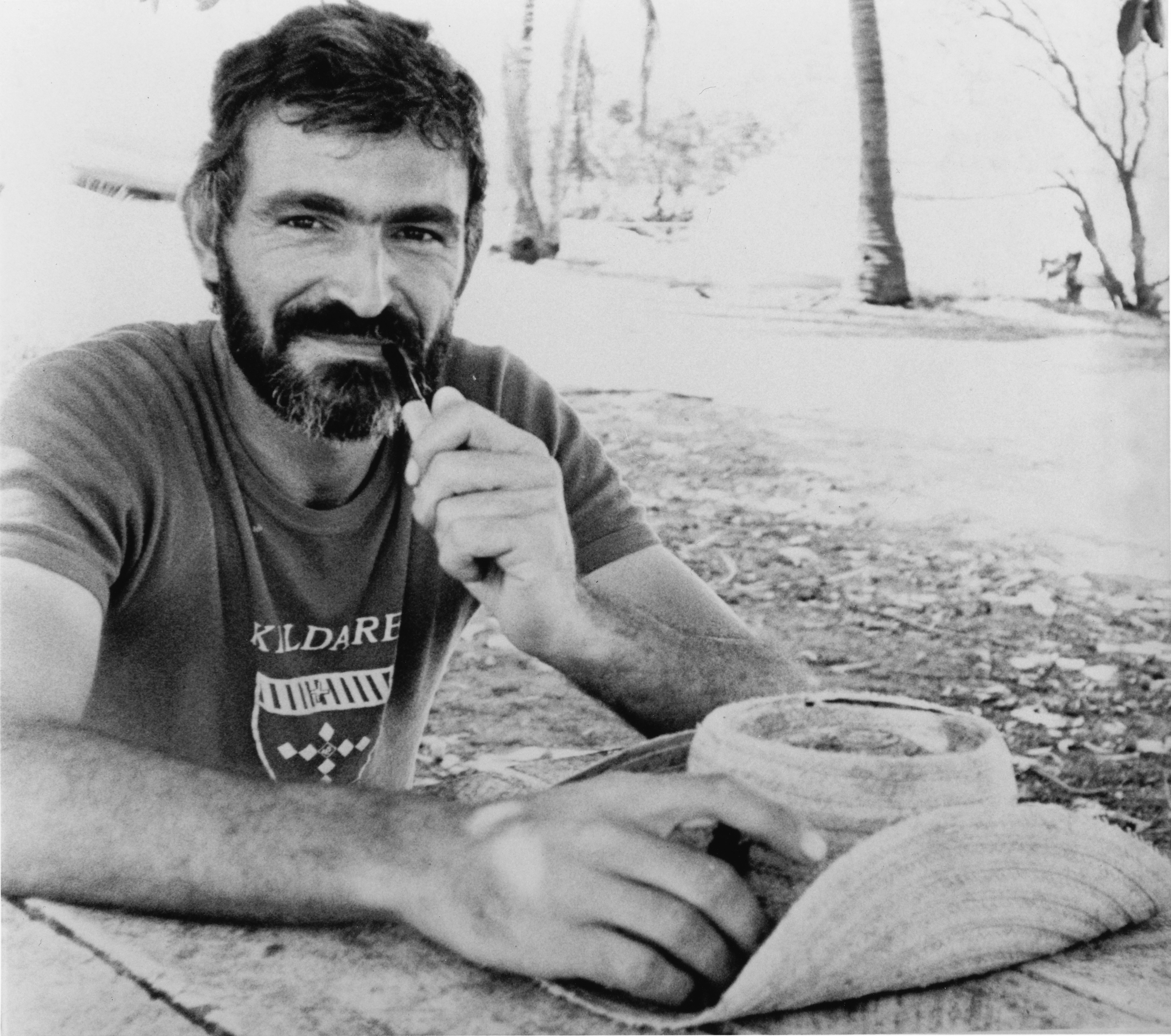
Serge Testa, bei seiner Weltumrundung

Serge Testa (* 1950 in Frankreich) ist ein australischer Segler, der einen Weltrekord im Weltumsegeln auf dem kleinsten Segelboot der Geschichte aufstellte. Vor ihm hielt Shane Acton diesen Rekord.
Testa wuchs in einer italienischen Familie in Brasilien auf. Er ist verheiratet.
Testa absolvierte den Rekord im Jahr 1987. Sein Boot, die Acrohc Australis, ist 3,6 m oder 12 Fuß lang. Das Boot wurde so gebaut, dass es auch bei schwerem Wetter von innen bedient werden konnte. Es kann im Queensland Museum in Southbank, Brisbane, besichtigt werden.